# Leptosia
Leptosia es un género de mariposas de la familia Pieridae (subfamilia Pierinae, tribu Anthocharini). Incluye 9 especies y 22 subespecies, que se distribuyen por África, India, Ceilán, Birmania y Australia.

## Especies
- Leptosia alcesta (Stoll, [1782])
- Leptosia bastini (Hecq, 1997)
- Leptosia hybrida (Bernardi, 1952)
- Leptosia marginea (Mabille, 1890)
- Leptosia medusa ((Cramer, 1777)
- Leptosia nina (Fabricius, 1793)
- Leptosia nupta (Butler, 1873)
- Leptosia uganda (Neustetter, 1927)[2]
- Leptosia wigginsi (Dixey, 1915)